# Puras de Villafranca
Puras de Villafranca, también conocida como Puras, es una localidad del municipio de Belorado en la provincia de Burgos, comunidad autónoma de Castilla y León, España, en la comarca de Montes de Oca, con vínculos históricos con Villafranca Montes de Oca.

## Geografía
Se sitúa al suroeste de Belorado, en el centro de la comarca, en un pequeño valle resguardado que se abre entre Ezquerra y San Miguel de Pedroso.
Al oeste se encuentra el valle del río Oca, con el despoblado de Alba y al sur Pradoluengo.
En las inmediaciones se encuentra la cueva de Fuentemolinos.

## Situación administrativa
En las elecciones locales de 2015 fueron elegidas como alcaldesa y teniente alcalde por Izquierda Unida Soraya Ruiz Zaldo y Diana Libertad Ruiz Zaldo respectivamente, ambas hijas del antiguo teniente alcalde Juan José Ruiz Heras presentado en una candidatura anterior con José Cívico Crespillo como alcalde.

## Economía
Fue un complejo minero de explotación de manganeso, fueron explotadas entre 1844 y 1968.
Se ha convertido en reclamo turístico por tres elementos singulares. Estos son la Dehesa de hayas, un parque natural con árboles centenarios y un fuerte valor ecológico; la Cueva de Fuentemolinos, con cuatro kilómetros de desarrollo, la sexta en el mundo por sus características, preparada para la espeleología que presenta un conglomerado calcáreo con formaciones cásticas de hace 35 millones de años.
Las minas denominadas El Comienzo y Victoria pueden visitarse tras el acondicionamiento realizado por el taller de empleo que ha restaurado los talleres, las oficinas, los polvorines, y los lavaderos de mineral.

## Historia
Lugar de la jurisdicción de Villafranca Montes de Oca, en el partido de Juarros, con jurisdicción de realengo ejercida por su regidor pedáneo.[cita requerida]
Tras la caída del antiguo régimen se constituye en municipio, integrado en el partido de Belorado en la región de Castilla la Vieja; en el censo de 1842 contaba con 24 hogares y 85 vecinos.

## Fiestas y costumbres
El Domingo de Resurrección sale a la calle la procesión del Encuentro, en la que los vecinos cambian el velo a la Virgen mientras se entonan cantos tradicionales. También se celebra la festividad de San Quirico y Santa Julita el 16 de junio, con una romería a la ermita de los santos, yendo la procesión desde la iglesia mientras se cantan las letanías.
Las fiestas locales tienen lugar en agosto, en días variables según los días festivos de localidades cercanas.[cita requerida]

## Parroquia
Iglesia de San Martín Obispo, dependiente de la parroquia de Belorado en el Arcipestrazgo de Oca-Tirón,[cita requerida] diócesis de Burgos.

## Demografía
| Gráfica de evolución demográfica de Puras de Villafranca entre 1842 y 1970 |
| |
| Población de derecho según los censos de población del INE. Población de hecho según los censos de población del INE.Entre el censo de 1857 y el anterior, crece el término del municipio porque incorpora a San Miguel de Pedroso. Entre el censo de 1981 y el anterior, este municipio desaparece porque se integra en el municipio Belorado. |

| 1842 |  | 1857 |  | 1860 |  | 1877 |  | 1887 |  | 1897 |  | 1900 |  | 1910 |  | 1920 |  | 1930 |  | 1940 |  | 1950 |  | 1960 |  | 1970 |  | 1970 |
| ---- |  | ---- |  | ---- |  | ---- |  | ---- |  | ---- |  | ---- |  | ---- |  | ---- |  | ---- |  | ---- |  | ---- |  | ---- |  | ---- |  | ---- |
| 85   |  | 276  |  | 243  |  | 277  |  | 222  |  | 234  |  | 249  |  | 256  |  | 230  |  | 137  |  | 147  |  | 170  |  | 178  |  | 146  |  | 43   |